# فيكوينا
فيكوينا (بالإسبانية: Vicuña)‏ هي بلدية ومدينة في تشيلي في محافظة الكي في إقليم كوكيمبو ، تأسست خلال حكومة برناردو أوهيغينز لتأمين السيادة على وادي الكي حدودها من الغرب هي بلديات لا هيجويرا ولاسيرينا وأنداكولو ، ومن الشرق مع الأرجنتين ومن الجنوب بيهوانو وريو هورتادو. تدار البلدية من قبل بلدية فيكوينا ، وهي المدينة الرئيسية في مدينة كوكيمبو .

## التأسيس
تأسست في 22 فبراير 1821 على يد الكولونيل خواكين فيكوينا لاريين ، الذي كان أول مراقب لمدينة كوكيمبو ، بأمر من برناردو أوهيغينز . أطلق عليها اسم فيلا دي سان اسدرو دس فيكوينا . في عام 1872 ، تم اختصار اسمها إلى فيكوينا ، تكريما لمؤسسها.

## الطبوغرافيا
تغطي بلدية فيكونيا مساحة 7609.8 كم 2 (2938 ميل مربع) ، مما يجعلها أكبر بلدية في كل من المقاطعة وإقليم كوكيمبو ، وثاني أكبر بلدية في البلاد. تحتل المدينة الجزء الأكبر من حوض نهر الكي الأوسط والعليا ، وطول نهر توربيو بالكامل.
تهيمن على المنطقة خلفية جبلية ، وسهول واسعة على أرض الوادي ، حيث يزرع العنب عالي الجودة لبيسكو ، جنبًا إلى جنب مع الفواكه والخضروات الأخرى. تحتوي سلاسل جبال لا بونيلا واتيمونات وبالاليتا ولوس تيلوس على عدة قمم بارتفاع يزيد عن 4000 متر.